# Mamamoo
Mamamoo (Koreaans: 마마무) is een Zuid-Koreaanse K-popgroep. Het is een meisjesgroep bestaande uit Moonbyul, Solar, Wheein en Hwasa. Mamamoo is opgericht door RBW, een Koreaanse amusementsmaatschappij. Hun debuut was op 18 juni 2014.

## Carrière
Vóór hun officiële debuut kwamen er al verschillende liedjes uit in samenwerking met andere Koreaanse artiesten. De groep maakte hun debuut op 18 juni 2014 met de lead single "Mr. Ambiguous" op het album "Hello". Op het album stonden de drie liedjes die vóór hun debuut uitgebracht werden en vier nieuwe liedjes.

## Leden

### Solar (솔라)
Geboren op 21 februari 1991. Ze is de leider van Mamamoo en vervult de rol van zangeres. Op 23 april 2020 kwam haar eerste soloalbum uit genaamd "Spit it out". Solar was de laatste van de vier leden die een solo-album uitbracht.

### Moonbyul (문별)
Geboren op 22 december 1992. Ze vervult de rol van rapper en danser in Mamamoo. In mei 2018 kwam haar eerste solo uit; de single "Selfish" samen met Seulgi van de k-popgroep Red Velvet. Haar eerste album, "Dark Side of the Moon", kwam uit op 14 februari 2020.

### Wheein (휘인)
Geboren op 17 april 1995. Ze vervult de rol van zangeres in Mamamoo. Op 17 april 2018 maakte ze haar debuut als soloartiest. Dit deed ze met de single "Easy". Op 4 september 2019 kwam haar eerste soloalbum uit genaamd "Soar". Dit album kwam toen op nummer 4 van de Gaon Album Chart, omdat het meer dan 23.000 kopieën had verkocht. Op 1 april 2021 werd bekend dat haar ep "Redd" op 13 april 2021 uit zou komen.

### Hwasa (화사)
Geboren op 23 juli 1995 en daarmee de jongste van de leden. Ze vervult de rol van zangeres en rapper. Ze was de eerste van Mamamoo die solo ging. Dit deed ze op 19 februari 2019 met de single "Twit". Deze single stond op nummer 3 van de Billboard World Digital Song Sales chart in de week van 2 maart 2019. op 29 juni 2020 kwam haar eerste soloalbum genaamd "Maria" uit.